# Le Voyageur (roman)
Pour les articles homonymes, voir Voyageur.
Le Voyageur est un roman historique de Juliette Benzoni paru en 1992 aux éditions Julliard. Il compose le premier volet de la tétralogie Les Treize Vents.

## Histoire
Septembre 1759, Guillaume Tremaine âgé de 9 ans vit un drame durant la guerre anglo-française à Québec : son frère ainé ayant trahit sa patrie tue son père et blesse grièvement sa mère devant ses yeux voulant s’approprier la maison familiale. Le jeune Guillaume brule la maison appelée « Les Treize vents » et amène sa mère à l'hôpital. Grâce à M. de Bougainville, Mathilde et Guillaume sont embarqués sur un bateau vers la Normandie pays natal de Mathilde. Pour Guillaume c’est un déchirement d’abandonner son pays natal et Marie-Douce sa petite fiancée. Mais le retour de Mathilde n’est pas vraiment bienvenu. Son père et son frère ainé sont morts. En fait, ils l’avaient envoyée au Canada pour la protéger car elle avait été la spectatrice d’un crime commis par le comte de Nerville. Albin Périgaud, l'amoureux de Mathilde avait été condamné à tort à la place du comte. Se sentant à nouveau menacé, le comte assassine au même endroit Mathilde sous les yeux de son fils Guillaume. Il est recueilli et soigné par Jean Valette qui l’emmènera aux Indes où il fera fortune. 26 ans se sont écoulés, Guillaume revient en Normandie. Bien introduit dans la bonne société de l'époque, il cherche à acheter un terrain pour rebâtir une nouvelle maison qu'il appellera « Les Treize vents ». Lors de cette recherche, il va croiser le chemin d'Albin Perigaud devenu clochard. Plus tard, sous l'insistance du magistrat M. de Rondelaire, le comte de Nerville et Guillaume Tremaine vont se battre en duel mais avant le premier coup, Albin Perigaud surgissant des fourrés tue le comte et se noie dans la mer. Ironie du sort, Guillaume Tremaire va épouser Agnès de Nerville, Elle lui donnera une fille. Mais en allant voir son associé M. de Vaumartin, il retrouve Marie-Douce.